# Лукаш Банак
Лукаш Банак (пол. Łukasz Banak; нар. 4 вересня 1983, Мендзижеч, Мендзижецький повіт, Любуське воєводство) — польський борець греко-римського стилю, чемпіон, срібний та бронзовий призер чемпіонатів світу серед військовослужбовців, дворазовий бронзовий призер Всесвітніх ігор військовослужбовців, учасник Олімпійських ігор.

## Життєпис
Боротьбою почав займатися з 1994 року.
Виступав за спортивний клуб «ВКС Сланськ» Вроцлав. Тренер — Юзеф Трач (з 2007).

## Спортивні результати на міжнародних змаганнях

### Виступи на Олімпіадах
| Змагання                    | Збірна | Вагова категорія                  | Місце |
| --------------------------- | ------ | --------------------------------- | ----- |
| Літні Олімпійські ігри 2012 | Польща | греко-римська боротьба, до 120 кг | 10    |

### Виступи на Чемпіонатах світу
| Змагання                        | Збірна | Вагова категорія                  | Місце |
| ------------------------------- | ------ | --------------------------------- | ----- |
| Чемпіонат світу з боротьби 2009 | Польща | греко-римська боротьба, до 120 кг | 29    |
| Чемпіонат світу з боротьби 2010 | Польща | греко-римська боротьба, до 120 кг | 8     |
| Чемпіонат світу з боротьби 2011 | Польща | греко-римська боротьба, до 120 кг | 5     |

### Виступи на Чемпіонатах Європи
| Змагання                         | Збірна | Вагова категорія                  | Місце |
| -------------------------------- | ------ | --------------------------------- | ----- |
| Чемпіонат Європи з боротьби 2007 | Польща | греко-римська боротьба, до 120 кг | 13    |
| Чемпіонат Європи з боротьби 2008 | Польща | греко-римська боротьба, до 120 кг | 16    |
| Чемпіонат Європи з боротьби 2012 | Польща | греко-римська боротьба, до 120 кг | 16    |
| Чемпіонат Європи з боротьби 2016 | Польща | греко-римська боротьба, до 130 кг | 18    |

### Виступи на Чемпіонатах світу серед військовослужбовців
| Змагання                                                  | Збірна | Вагова категорія                  | Місце  |
| --------------------------------------------------------- | ------ | --------------------------------- | ------ |
| Чемпіонат світу з боротьби серед військовослужбовців 2006 | Польща | греко-римська боротьба, до 120 кг | Срібло |
| Чемпіонат світу з боротьби серед військовослужбовців 2010 | Польща | греко-римська боротьба, до 120 кг | Золото |
| Чемпіонат світу з боротьби серед військовослужбовців 2013 | Польща | греко-римська боротьба, до 120 кг | Бронза |
| Чемпіонат світу з боротьби серед військовослужбовців 2014 | Польща | греко-римська боротьба, до 130 кг | 5      |
| Чемпіонат світу з боротьби серед військовослужбовців 2016 | Польща | греко-римська боротьба, до 130 кг | 12     |
| Чемпіонат світу з боротьби серед військовослужбовців 2017 | Польща | греко-римська боротьба, до 130 кг | 5      |

### Виступи на Всесвітніх іграх військовослужбовців
| Змагання                                | Збірна | Вагова категорія                  | Місце  |
| --------------------------------------- | ------ | --------------------------------- | ------ |
| Всесвітні ігри військовослужбовців 2007 | Польща | греко-римська боротьба, до 120 кг | Бронза |
| Всесвітні ігри військовослужбовців 2015 | Польща | греко-римська боротьба, до 130 кг | Бронза |

### Виступи на інших змаганнях
| Змагання                                                      | Збірна | Вагова категорія                  | Місце  |
| ------------------------------------------------------------- | ------ | --------------------------------- | ------ |
| Золотий Гран-прі з боротьби 2008                              | Польща | греко-римська боротьба, до 120 кг | Бронза |
| Гран-прі Німеччини з боротьби 2009                            | Польща | греко-римська боротьба, до 120 кг | 12     |
| Турнір Вехбі Емре 2010                                        | Польща | греко-римська боротьба, до 120 кг | 8      |
| Золотий Гран-прі з боротьби 2010 (Сомбатгей)                  | Польща | греко-римська боротьба, до 120 кг | 5      |
| Міжнародний меморіал Дейва Шульца 2011                        | Польща | греко-римська боротьба, до 120 кг | 4      |
| Гран-прі Іспанії з боротьби 2011                              | Польща | греко-римська боротьба, до 120 кг | 7      |
| Міжнародний турнір Ньюйоркського атлетичного клубу 2011       | Польща | греко-римська боротьба, до 120 кг | Срібло |
| Меморіал Олега Караваєва 2011                                 | Польща | греко-римська боротьба, до 120 кг | 8      |
| Тестовий турнір FILA 2011                                     | Польща | греко-римська боротьба, до 120 кг | Бронза |
| Турнір Дана Колова — Николи Петрова 2012                      | Польща | греко-римська боротьба, до 120 кг | Срібло |
| Кубок Владислава Пітласинські 2013                            | Польща | греко-римська боротьба, до 120 кг | 16     |
| Тор Мастерс 2014                                              | Польща | греко-римська боротьба, до 130 кг | Бронза |
| Золотий Гран-прі з боротьби 2014 (Сомбатгей)                  | Польща | греко-римська боротьба, до 130 кг | 13     |
| Гран-прі Німеччини з боротьби 2014                            | Польща | греко-римська боротьба, до 130 кг | 7      |
| Кубок Владислава Пітласинські 2014                            | Польща | греко-римська боротьба, до 130 кг | 12     |
| Меморіал Іона Корнеану 2015                                   | Польща | греко-римська боротьба, до 130 кг | 5      |
| Кубок Владислава Пітласинські 2015                            | Польща | греко-римська боротьба, до 130 кг | 5      |
| Кубок Вантаа з боротьби 2015                                  | Польща | греко-римська боротьба, до 130 кг | Бронза |
| Кубок Арво Хаавісто 2015                                      | Польща | греко-римська боротьба, до 130 кг | Золото |
| Гран-прі Загреба з боротьби 2016                              | Польща | греко-римська боротьба, до 130 кг | 6      |
| Гран-прі Угорщини з боротьби 2016                             | Польща | греко-римська боротьба, до 130 кг | 5      |
| Олімпійський кваліфікаційний турнір з боротьби 2016 (Стамбул) | Польща | греко-римська боротьба, до 130 кг | 9      |
| Кубок Владислава Пітласинські 2016                            | Польща | греко-римська боротьба, до 130 кг | 11     |

### Виступи на змаганнях молодших вікових груп
| Змагання                                      | Збірна | Вагова категорія                  | Місце |
| --------------------------------------------- | ------ | --------------------------------- | ----- |
| Чемпіонат світу з боротьби серед юніорів 2003 | Польща | греко-римська боротьба, до 120 кг | 7     |